# Humococcus dasychloae
Humococcus dasychloae är en insektsart som först beskrevs av Ferris 1953.  Humococcus dasychloae ingår i släktet Humococcus och familjen ullsköldlöss. Inga underarter finns listade i Catalogue of Life.